# Kiến trúc cảnh quan

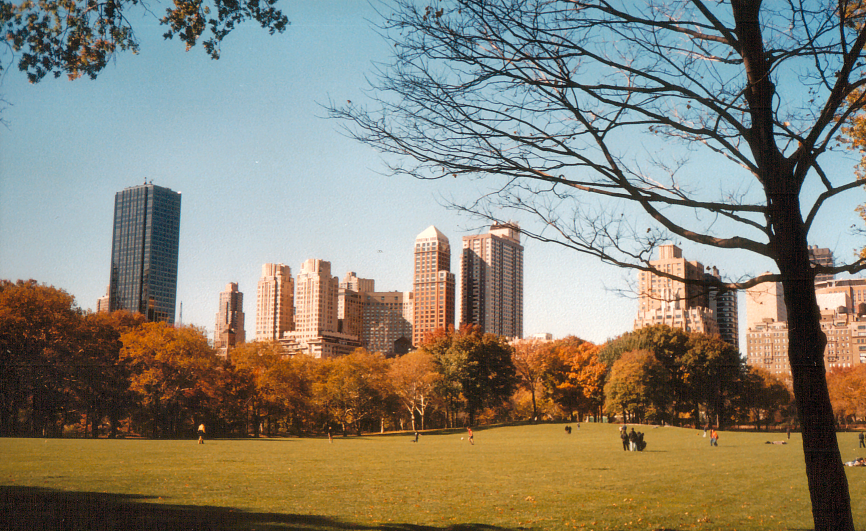
Một ví dụ về kiến trúc cảnh quan: Central Park ở New York

Kiến trúc cảnh quan là nghệ thuật, lập kế hoạch phát triển, thiết kế, quản lý, bảo tồn và phục chế lại cảnh quan của khu vực và địa điểm xây dựng của con người. Phạm vi hoạt động của kiến trúc cảnh quan liên quan đến thiết kế kiến trúc, thiết kế tổng mặt bằng, phát triển bất động sản, bảo tồn và phục chế môi trường, thiết kế đô thị, quy hoạch đô thị, thiết kế các công viên và các khu vực nghỉ ngơi giải trí và bảo tồn di sản. Người hoạt động trong lĩnh vực kiến trúc cảnh quan được gọi là kiến trúc sư cảnh quan.

## Các hiệp hội tổ chức quốc tế về kiến trúc cảnh quan
- IFLA Lưu trữ ngày 22 tháng 11 năm 2012 tại Wayback Machine Hiệp hội Kiến trúc cảnh quan Quốc tế
- EFLA Hiệp hội Kiến trúc sư Kiến trúc cảnh quan châu Âu
- ELAN Lưu trữ ngày 25 tháng 2 năm 2006 tại Wayback Machine Mạng kiến trúc cảnh quan châu Âu
- ELASA Hiệp hội Sinh viên Kiến trúc cảnh quan châu Âu
- ECLAS Hiệp hội các Trường đào tạo Kiến trúc cảnh quan châu Âu
- IDAD Hiệp hội Kiến trúc sư Thiết kế khu Nghỉ và Du lịch

## Các tổ chức quốc gia

### Châu Mỹ
- CAAP Lưu trữ ngày 7 tháng 1 năm 2006 tại Wayback Machine Trung tâm Kiến trúc sư cảnh quan Argentina
- ABAP Hiệp hội Kiến trúc sư cảnh quan Brasil
- CSLA Hội Kiến trúc sư cảnh quan Canada (Canadian Society of Landscape Architects)
- OALA Lưu trữ ngày 11 tháng 10 năm 2011 tại Wayback Machine Hội Kiến trúc sư cảnh quan Ontario - Canada
- APAP Lưu trữ ngày 28 tháng 11 năm 2007 tại Wayback Machine Hiệp hội Kiến trúc sư cảnh quan Peru
- ASLA Hiệp hội Kiến trúc sư cảnh quan Mỹ
- CLARB Ủy ban đăng ký của Kiến trúc cảnh quan Mỹ và Canada

### Châu Âu
- ÖGLA Hiệp hội Kiến trúc sư cảnh quan Áo
- BVTL-ABAJP Hiệp hội Kiến trúc sư cảnh quan Bỉ
- MARK Hiệp hội Kiến trúc sư cảnh quan Phần Lan
- FFP Hiệp hội Kiến trúc sư cảnh quan Pháp
- BDLA Hiệp hội Kiến trúc sư cảnh quan Đức
- FILA Lưu trữ ngày 29 tháng 11 năm 2020 tại Wayback Machine Hiệp hội Kiến trúc sư cảnh quan Iceland
- ILI Lưu trữ ngày 19 tháng 3 năm 2006 tại Wayback Machine Học viện Kiến trúc cảnh quan Ireland
- AIAPP Hiệp hội Kiến trúc sư cảnh quan Ý
- NVTL Lưu trữ ngày 6 tháng 2 năm 2012 tại Wayback Machine Hiệp hội Kiến trúc sư cảnh quan Hà Lan
- APAP Hiệp hội Kiến trúc sư cảnh quan Bồ Đào Nha
- ALA Lưu trữ ngày 4 tháng 2 năm 2006 tại Wayback Machine Hiệp hội Kiến trúc sư cảnh quan Serbia và Montenegro
- BSLA Lưu trữ ngày 5 tháng 2 năm 2012 tại Wayback Machine Hiệp hội Kiến trúc sư cảnh quan Thụy Sĩ
- LI Landscape Institute Hiệp hội Kiến trúc sư cảnh quan Anh
- EFLA Quỹ Kiến trúc cảnh quan châu Âu

### Châu Á và châu Úc
- AILA Hiệp hội Kiến trúc sư cảnh quan Úc
- ISOLA Hiệp hội Liến trúc sư cảnh quan Ấn Độ
- KILA Hiệp hội Kiến trúc sư cảnh quan Hàn Quốc
- NZILA Hiệp hội Kiến trúc sư cảnh quan New Zealand
- SILA Hiệp hội Kiến trúc sư cảnh quan Singapore
- TALA Lưu trữ ngày 18 tháng 12 năm 2005 tại Wayback Machine Hiệp hội Kiến trúc sư cảnh quan Thái lan

### Châu Phi
- ILASA Hiệp hội Kiến trúc sư cảnh quan Nam Phi
- AAK Lưu trữ ngày 14 tháng 5 năm 2012 tại Wayback Machine Hiệp hội Kiến trúc sư cảnh quan Kenya

## Hình ảnh

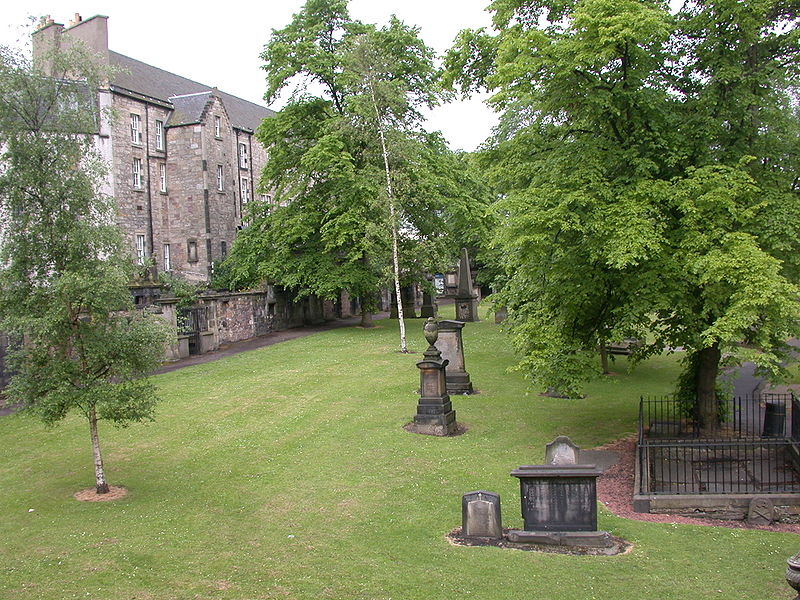
Một góc Đông Bắc của Greyfriars Kirkyard, Edinburgh EH1, Scotland.
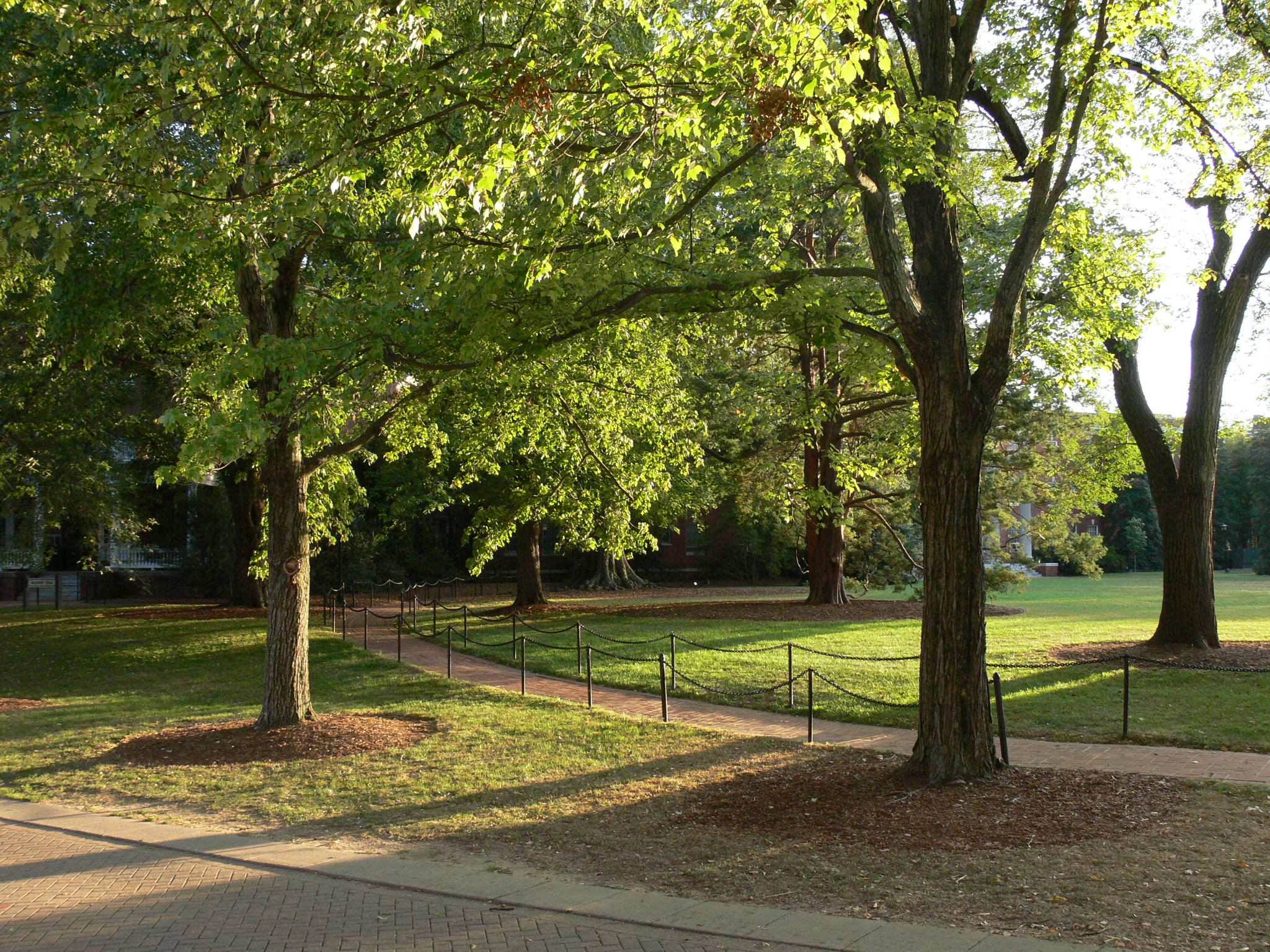
Kiến trúc cảnh quan cây xanh tại Đại học Mary Washington, Virginia.